# 업씬
업씬(Obscene)은 2007년에 제작된 미국 영화이다. 감독은 다니엘 오코너, 닐 오튼버그이다. 아미리 바라카 등이 주연으로 출연하였고 타냐 메일리어 등이 제작에 참여하였다.

## 출연

### 주연
- 아미리 바라카

### 조연
- 알 골드스타인
- 에리카 종
- 레이 만자렉
- 존 세일즈
- 고어 비달
- 존 워터스
- 윌리엄 S. 버로그스